# 52057 Clarkhowell
52057 Clarkhowell este un asteroid din centura principală de asteroizi.

## Descriere
52057 Clarkhowell este un asteroid din centura principală de asteroizi. A fost descoperit pe 15 august 2002 la Cottage Grove de Michael Schwartz și Paulo R. Holvorcem. Asteroidul prezintă o orbită caracterizată de o semiaxă mare de 2,62 ua, o excentricitate de 0,10 și o înclinație de 9,4° în raport cu ecliptica.